# Група армій «H»
Гру́па а́рмій «H» (нім. Heeresgruppe H) — одна з груп армій Німеччини під час Другої світової війни.
Група армій «H» сформована 11 листопада 1944 року в Нідерландах на базі штабу армійської групи «Клеффель» і частини армійської групи «Сербія». Група армій вела оборонні бої в Голландії і Північно-Західній Німеччині. 7 квітня 1945 року перейменована в командування Північного Заходу (нім. Oberbefehlshaber Nordwest). Капітулювала перед американськими військами 4 травня 1945 року.

## Командувачі Групи армій «H»
- З 1 листопада 1944 до 28 січня 1945

Генерал-полковник Курт Штудент (нім. Kurt Student)
- З 28 січня 1945 до 21 березня 1945

Генерал-полковник Йоганес Бласковіц (нім. Johannes Blaskowitz)
- З 21 березня 1945 до 7 квітня 1945

Генерал-фельдмаршал Ернст Буш (нім. Ernst Busch)